# Together Again (film)
Together Again is een Amerikaanse filmkomedie uit 1944 onder regie van Charles Vidor. Destijds werd de film in Nederland uitgebracht onder de titel De burgemeester verliest zijn hoofd.

## Verhaal
Na de dood van haar man neemt Anne Crandall diens ambt als burgemeester van Brookhaven over. Na vijf jaar raadt haar schoonvader haar aan om te hertrouwen, maar Anne richt in de plaats daarvan een standbeeld op voor haar man. Als het hoofd van dat standbeeld van de romp wordt geslagen door een blikseminslag, reist Anne meteen naar New York om de beeldhouwer George Corday te vragen of hij een nieuw beeld wil ontwerpen. Ze worden op slag verliefd op elkaar.

## Rolverdeling
| Acteur              | Personage             |
| ------------------- | --------------------- |
| Irene Dunne         | Anne Crandall         |
| Charles Boyer       | George Corday         |
| Charles Coburn      | Jonathan Crandall sr. |
| Mona Freeman        | Diana Crandall        |
| Jerome Courtland    | Gilbert Parker        |
| Elizabeth Patterson | Jessie                |
| Charles Dingle      | Morton Buchanan       |